# Hans Berndtsson
Hans Berndtsson (født 5. marts 1956) er en svensk tidligere fodboldspiller (forsvarer). Han spillede fem kampe for det svenske landshold.

## Titler
Allsvenskan
- 1985 med Örgryte